# Macrobiotus grandis
Macrobiotus grandis är en djurart som tillhör fylumet trögkrypare, och som beskrevs av Ferdinand Richters 1911. Macrobiotus grandis ingår i släktet Macrobiotus och familjen Macrobiotidae. Inga underarter finns listade i Catalogue of Life.